# Дроздовичи (Львовский район)
Дроздовичи (укр. Дроздовичі) — село в Городокской городской общине Львовского района Львовской области Украины.
Население по переписи 2001 года составляло 824 человека. Занимает площадь 0,73 км². Почтовый индекс — 81504. Телефонный код — 3231.